# Mintavétel (jövedék)
A jövedéki mintavétel értelmezését  a jövedéki adóról szóló 2016. évi LXVIII. törvény egyes rendelkezéseinek végrehajtásáról szóló 45/2016. (XI. 29.) NGM rendelet írja le az 54. §-ban.

## A jövedéki mintavétel kötelező esetei
- Minőség-ellenőrzés
- Hatósági ellenőrzés
- KN-kód[2] besorolás
- Szakértői vizsgálat

A mintavételi eljárást szabályzat alapján kell lefolytatni. A szabályzat a jogszabály szerint lehet az engedélyesé. Amennyiben az engedélyesnek nincs szabályzata, úgy a mintavételi eljárást a hatóság szabályzata alapján kell végrehajtani.

## A jövedéki mintavétel szereplői, bizonylat
1. a Nemzeti Adó- és Vámhivatal munkatársai
2. az engedélyes vagy más ellenőrzött személy
3. amennyiben a 2. pontban felsoroltak bármilyen okból nem lehetnek jelen az eljárásnál, úgy hatósági tanút kell felkérni az eljárás lefolytatására.
4. a vételezett mintát bizonylat kíséri, amennyiben a minta bevizsgálása a mintavétel telephelyétől eltérő helyen (pl. Vámlabor) történik.